# Johannes Theodor Baargeld

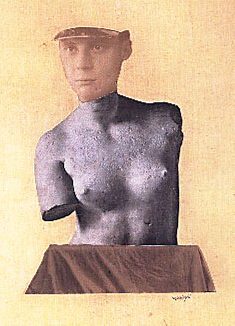
Johannes Theodor Baargeld: Typische Vertikalklitterung als Darstellung des Dada Baargeld, 1920, Kunsthaus Zürich, Graphische Sammlung.

Johannes Theodor Baargeld oder auch Zentrodada (* 9. Oktober 1892 als Alfred Ferdinand Gruenwald in Stettin; † 18. August 1927 am Mont Blanc) war ein deutscher Maler, Grafiker, Autor und Publizist des Dadaismus sowie Bergsteiger.

## Leben und Werk
Baargeld wuchs in Köln auf. Nach dem Abitur studierte er 1912/13 Rechtswissenschaft an der Universität Oxford und setzte das Studium in Bonn fort. Im Ersten Weltkrieg diente er von 1914 bis 1917 als Reserveleutnant. 1917 begann er, lyrische und politische Texte für Franz Pfemferts Zeitschrift Die Aktion zu schreiben und schloss sich im folgenden Jahr der USPD an. Baargeld war neben Max Ernst im Jahr 1919 Mitbegründer der Kölner Dada-Gruppe. Er gab die Dada-Zeitschrift Der Ventilator heraus und ein Jahr später gemeinsam mit Max Ernst die schammade (dilettanten erhebt euch!).
1920 war er Teilnehmer an der Ersten Internationalen Dada-Messe in Berlin, zog sich wenig später aber vollkommen aus der Dada-Bewegung zurück, um ein Studium der Volkswirtschaftslehre aufzunehmen.
Ab 1923 begann er mit dem Bergsteigen. Ihm gelangen in den Alpen mehrere Erstbesteigungen. Beim Bergsteigen entstanden Landschaftsfotografien, von denen einige das Kölner Museum Ludwig erworben hat. Am 18. August 1927 verunglückte er im 35. Lebensjahr bei einem Unwetter im Mont-Blanc-Gebiet tödlich.

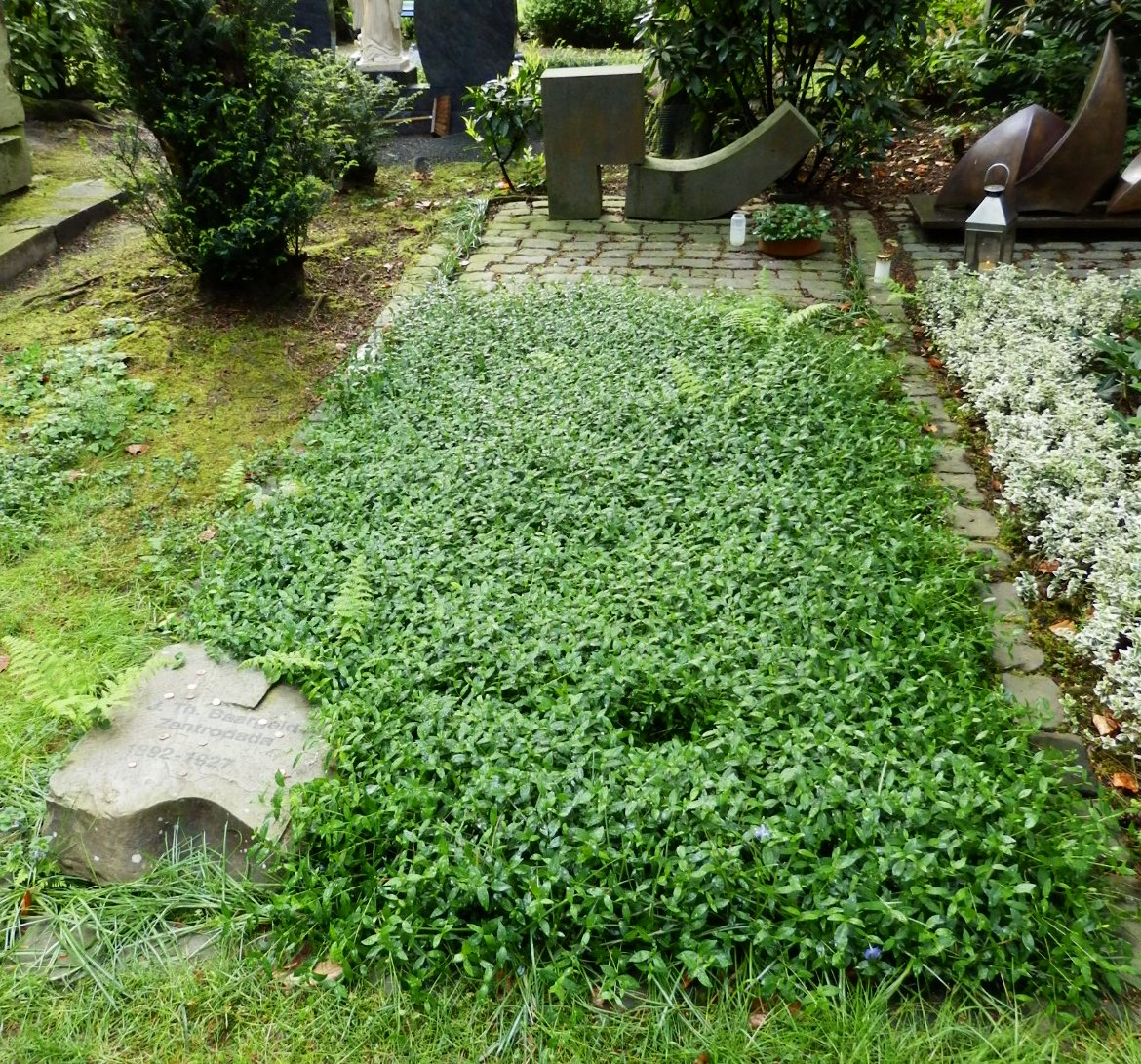
Grab auf dem Melaten-Friedhof

Baargeld wurde auf dem Kölner Melaten-Friedhof (Flur 73a) bestattet. Walter Vitt hat die Patenschaft des Grabes übernommen und an Stelle des im Krieg zerstörten Grabsteins einen neuen, nach einem Entwurf von Wolfgang Nestler aufstellen lassen.
Nach ihm ist der Johannes-Theodor-Baargeld-Weg in Köln-Junkersdorf benannt.

## Literatur

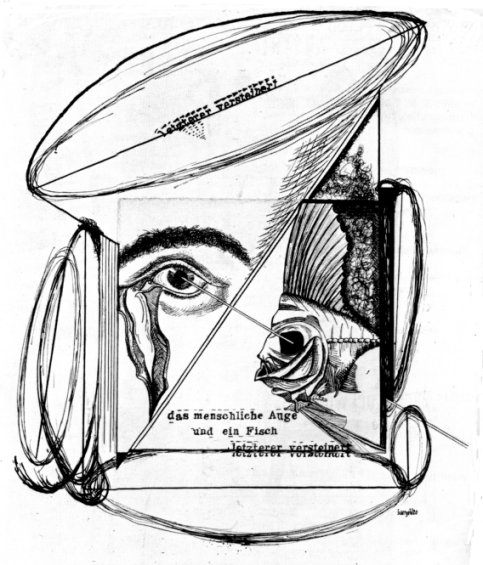
Das menschliche Auge und ein Fisch, letzterer versteinert, 1920